# Фривальдский, Имре
Имре (Эммерих) Фривальдский (фон Фривальд) (венг. Frivaldszky Imre или венг. Emerich Frivaldszky von Frivald, 6 февраля 1799 — 19 октября 1870) — венгерский ботаник, зоолог, энтомолог, натуралист (естествоиспытатель) и врач.

## Биография
Имре Фривальдский фон Фривальд родился 6 февраля 1799 года. 
С 1822 по 1851 год он был директором Венгерского национального музея. Он занимался описанием флоры и фауны Турции. В 1835 году Фривальдский впервые описал в Балканских горах Болгарии растение Haberlea rhodopensis.
Его племянник энтомолог Янош Фривальдский.
Имре Фривальдский умер 19 октября 1870 года.

## Научная деятельность
Имре Фривальдский специализировался на папоротниковидных и на семенных растениях.